# 구일중학교
구일중학교(九一中學校)는 대한민국 서울특별시 구로구 구로동에 있는 공립 중학교이다.

## 학교 연혁
- 1990년 1월 20일 : 구일중학교 설립 인가
- 1990년 3월 1일 : 초대 김중현 교장 취임
- 1990년 3월 2일 : 제1회 입학식(남 4개반, 여 4개반)
- 1993년 2월 12일 : 제1회 졸업식(남 208명, 여 200명)
- 2021년 2월 8일 : 제29회 졸업식(남 80명, 여 70명 계 150명, 총계 10,816명)
- 2021년 3월 2일 : 제32회 입학식(남 114명, 여 112명 계 226명)
- 2022년 3월 1일 : 제10대 이경원 교장 취임

## 참고 자료
- 구일중학교 - 한국교육학술정보원 학교알리미